# Robbert de Greef
Robbert de Greef (Geldrop, 27 de agosto de 1991-Amberes, 26 de abril de 2019) fue un ciclista neerlandés profesional desde 2013 hasta 2019. 

## Fallecimiento
En marzo de 2019, durante la disputa de la Omloop van de Braakman (carrera amateur neerlandesa) sufrió un infarto lo que le provocó un estado de coma inducido. Finalmente falleció el 26 de abril de 2019.

## Palmarés
2017
- Kernen Omloop Echt-Susteren